# Can Laporta (la Jonquera)
Can Laporta és una casa del municipi de la Jonquera inclosa en l'Inventari del Patrimoni Arquitectònic de Catalunya.

## Descripció
Es tracta d'una casa de planta irregular que consta de planta baixa, dos pisos i golfes, ubicada a la cantonada entre el carrer Major i el carrer Vell de la Jonquera. La coberta és a dues aigües. Mentre que a la banda del carrer Major les finestres dels dos pisos queden alineades amb les tes de la planta baixa, a la banda del carrer Vell la disposició de les obertures és menys simètrica: hi ha finestres de diverses dimensions i una balconada seguida que abasta dues finestres, suportada per una gran mènsula. A la façana principal es troba una petita fornícula emmarcada per dues columnes a l'interior de la qual hi ha una petxina d'inspiració clàssica. Totes les obertures han estat emmarcades per carreus de pedra ben escairats. Els murs de maçoneria han estat arrebossats.

## Història
A la llinda de la porta principal s'hi troba una inscripció mixta en llatí i castellà: "NULLA SINE FIDELITATE VIRTUS / MIS HIJOS EN 1769 ME HAN RENOVADO". Això fa suposar l'existència d'una antiga construcció probablement de finals del s. XVII o inicis del s. XVIII que va ser restaurada el 1769.